# Anna Próchniaková
Anna Próchniaková (* 22. prosinec 1988 Lublin) je polská herečka. Vyrostla v rodině vysokoškolského profesora, od dětství se věnovala baletu. V roce 2012 debutovala ve filmu, v roce 2013 absolvovala herectví na filmové vysoké škole v Lodži. Za roli Kamy ve filmu Město 44 získala v roce 2014 cenu pro začínající herečku na filmovém festivalu v Gdyni. Známá je také díky roli Weroniky v televizním seriálu stanice TVN Vraždy na přelomu století.

## Role

### Filmy
- 2012 Beze studu
- 2013 Nekonečně
- 2014 Město 44
- 2014 Občan
- 2016 Agnus dei
- 2017 Bad Day for the Cut
- 2017 Nejlepší

### Seriály
- 2013 Prawo Agaty
- 2015 Krew z krwi
- 2016 Bodo
- 2017 Vraždy na přelomu století
- 2017 Ucho Prezesa
- 2024 Tatér z Osvětimi